# Brachychiton spectabilis
Brachychiton spectabilis är en malvaväxtart som beskrevs av G.P. Guymer. Brachychiton spectabilis ingår i släktet Brachychiton och familjen malvaväxter. Inga underarter finns listade i Catalogue of Life.